# Siêu đại chiến
Siêu đại chiến (tựa gốc tiếng Anh: Pacific Rim; tên khác: Vành đai Thái Bình Dương) là một bộ phim điện ảnh đề tài quái vật và khoa học viễn tưởng của Mỹ năm 2013 do Guillermo del Toro làm đạo diễn, với sự tham gia của dàn diễn viên gồm Charlie Hunnam, Idris Elba, Kikuchi Rinko, Charlie Day, Burn Gorman, Robert Kazinsky, Max Martini và Ron Perlman. Kịch bản của phim do Travis Beacham và del Toro chấp bút, phát triển từ phần cốt truyện gốc của Beacham. Phim lấy bối cảnh trong tương lai gần, khi Trái Đất bị tấn công bởi Kaiju, loài quái vật khổng lồ xuất hiện từ một cổng không gian nằm sâu dưới đáy biển Thái Bình Dương. Để chiến đấu với chúng, loài người đã hợp sức và tạo ra các Jaeger, những mecha khổng lồ hình người do hai phi công được kết nối với nhau thông qua một cầu nối thần kinh tham gia điều khiển. Tập trung vào những ngày sau của cuộc chiến tranh, câu chuyện trong Siêu đại chiến xoay quanh Raleigh Becket, một cựu phi công Jaeger được triệu tập để hợp tác với tân binh Mako Mori trong những nỗ lực cuối cùng nhằm tiêu diệt giống loài Kaiju.
Quá trình quay phim bắt đầu từ ngày 14 tháng 11 năm 2011 tại Toronto và diễn ra đến tháng 4 năm 2012. Siêu đại chiến do hãng Legendary Pictures sản xuất và Warner Bros. chịu trách nhiệm phân phối, được công chiếu tại Mỹ vào ngày 12 tháng 7 năm 2013 và tại Việt Nam ngày 19 tháng 7 năm 2013 dưới định dạng 2D, 3D và IMAX 3D. Phim nhận được nhiều lời khen ngợi từ các nhà phê bình điện ảnh, đặc biệt cho phần hiệu ứng kỹ xảo, các phân cảnh hành động và phong cách hoài niệm. Dù không đạt nhiều thành công về mặt doanh thu tại Mỹ, song, Siêu đại chiến lại tạo ra nhiều đột phá tại các thị trường quốc tế. Phim thu về tổng cộng 411 triệu USD toàn cầu—với 114 triệu USD trong số đó đến từ Trung Quốc—và trở thành phim điện ảnh có doanh thu thành công nhất trong sự nghiệp của Guillermo del Toro.
Phần phim tiếp theo có tựa đề Pacific Rim: Trỗi dậy do Steven S. DeKnight đạo diễn và del Toro sản xuất, với sự trở lại của ba diễn viên Kikuchi, Day và Gorman, được ra mắt vào ngày 23 tháng 2 năm 2018. Phần phim này do hãng Universal Pictures đảm nhiệm vai trò phân phối.

## Nội dung
Năm 2013, những quái vật khổng lồ gọi là Kaiju đã tới Trái Đất thông qua một cổng dịch chuyển không gian được gọi là "Lỗ hổng" nằm sâu dưới đáy Thái Bình Dương và tàn phá các thành phố biển nằm trên Vành đai lửa. Loài người đã chế tạo ra những người máy khổng lồ, gọi là Jaeger, nhằm đối đầu với mối đe dọa ngoài hành tinh này. Mỗi Jaeger đều được điều khiển bởi hai phi công kết nối với nhau thông qua một cầu nối thần kinh để chia sẻ sức tải hệ thống thần kinh vô cùng lớn. Năm 2020, Jaeger Gipsy Danger do hai anh em Raleigh và Yancy Beckett điều khiển đã bảo vệ thành phố Anchorage trước sự tấn công của một Kaiju mang mã danh Knifehead. Sau khi Gipsy Danger đánh bại Knifehead, cả hai người đều không hề biết rằng con Kaiju đó thật ra vẫn còn sống; nó phục kích cả hai anh em, gây hư hại nặng nề cho Gipsy Danger, đồng thời ném Yancy ra khỏi buồng điều khiển và giết chết anh. Raleigh sau đó đã giết Knifehead và một mình điều khiển Gipsy trở về bờ biển. Bị ám ảnh bởi cái chết của Yancy, Raleigh đã từ bỏ Chương trình Jaeger.
Năm 2025, chính phủ các nước trên khắp thế giới quyết định ngừng chi trợ cấp cho việc lắp ráp Jaeger để tập trung vào quá trình xây dựng các bức tường khổng lồ ven biển. Tuy nhiên các Kaiju lại ngày một mạnh hơn, chúng tấn công con người thường xuyên hơn và các Jaeger bị phá hủy còn nhanh hơn là được lắp ráp. Các Jaeger còn lại được chuyển tới Hồng Kông dưới sự chỉ huy của Nguyên soái Stacker Pentecost, người đang có kế hoạch phá hủy Lỗ hổng bằng vũ khí hạt nhân.
Pentecost tới gặp cựu phi công Jaeger Raleigh Becket nhằm thuyết phục anh trở lại điều khiển Gipsy Danger. Về đến Hồng Kông, Raleigh gặp Mako Mori, giám đốc của dự án nâng cấp Jaeger. Cảm nhận được sự kết nối mạnh mẽ, Raleigh yêu cầu hợp tác điều khiển Gipsy Danger cùng với Mako, nhưng Pentecost lại chần chừ khi sử dụng cô, một phần vì tình cha con giữa hai người và cũng một phần vì ông biết nội tâm cô vẫn còn đang chiến đấu chống lại nỗi sợ hãi trong quá khứ, song cuối cùng ông vẫn đồng ý. Buổi chạy thử nghiệm đầu tiên kết thúc gần như trong thảm họa khi Mako đắm chìm quá sâu trong ký ức thời thơ ấu về cuộc tấn công Kaiju đã biến cô thành trẻ mồ côi và vô tình kích hoạt khẩu súng plasma gắn trên tay Gipsy Danger trong khi cô vẫn đang trong khoang chứa. Ngay sau đó, các Jaeger được giao nhiệm vụ chống lại một cuộc tấn công kép của Kaiju tại Hồng Kông. Khi các Jaeger đều bị Kaiju đánh bại, Pentecost đành phải cho Raleigh và Mako kết nối cùng nhau để điều khiển Gipsy Danger, Jaeger duy nhất còn lại.
Cùng lúc đó, Newton Geiszler, nhà khoa học nghiên cứu về Kaiju, đã chế tạo ra thiết bị cho phép con người có thể kết nối thần kinh với một mảnh não Kaiju, nhờ đó anh phát hiện ra Kaiju thực chất không phải những con thú hoang dã, chúng chỉ là vũ khí sinh học chiến đấu theo lệnh của một chủng tộc ngoài hành tinh. Với sự chấp thuận từ Pentecost, anh tìm ra Hannibal Chau, trùm buôn lậu nội tạng Kaiju, để mua một bộ não Kaiju nguyên vẹn và lặp lại thí nghiệm của mình. Chau cho rằng Kaiju đang truy lùng Geiszler ở Hồng Kông vì có lẽ thí nghiệm của anh đã thu hút sự chú ý của bọn chúng. Sau khi Gipsy Danger giết chết cả hai Kaiju, Chau và người của hắn tới thu hoạch các bộ phận. Geiszler nhận ra trong hai Kaiju đã chết có một con đang mang thai. Ấu thú Kaiju thoát được ra ngoài nhưng bị chết non, và trước khi chết nó đã kịp tấn công và nuốt sống Hannibal Chau. Geiszler và đồng nghiệp Hermann Gottlieb thực hiện chu trình kết nối với bộ não nguyên vẹn của ấu thú Kaiju và khám phá ra rằng Lỗ hổng chỉ mở khi nhận diện được DNA của giống loài Kaiju, đó là lý do tại sao tất cả các nỗ lực tấn công trước đó của con người nhằm phá hủy Lỗ hổng đều thất bại.
Lúc này Pentecost đang chỉ huy cuộc tấn công vào Lỗ hổng, hiện do ba Kaiju bảo vệ. Hai Jaeger còn lại tham gia cuộc tấn công là: Striker Eureka mang theo bom hạt nhân do Stacker Pentecost và Chuck Hansen điều khiển, và Gipsy Danger do Raleigh Becket và Mako Mori điều khiển. Trong cuộc chiến với Kaiju ở dưới biển Thái Bình Dương, hai Kaiju đã khiến Striker Eureka bị hỏng nặng nên không thể đưa quả bom hạt nhân vào Lỗ hổng như kế hoạch ban đầu. Pentecost bèn ra lệnh cho Raleigh và Mako dùng chính lò hạt nhân của Gipsy Danger để kích nổ Lỗ hổng. Sau đó, Pentecost và Chuck đã hi sinh khi kích nổ quả bom hạt nhân mang trên người của Striker Eureka nhằm dẫn đường cho Gipsy Danger tiến vào. Raleigh và Mako mang theo xác Kaiju đã bị Pentecost và Chuck giết để tiến vào Lỗ hổng, và sau khi vượt qua Lỗ hổng thành công, Raleigh đưa Mako vào khoang cứu hộ và đẩy nó lên mặt biển, sau đó anh khởi động quy trình kích nổ lò phản ứng của Gipsy Danger bằng tay và thoát ra bằng khoang cứu hộ. Lò hạt nhân của Gipsy Danger phát nổ ở thế giới của Kaiju, phá hủy cánh cổng liên kết hai thế giới. Cả Mako và Raleigh đều sống sót nổi lên mặt biển Thái Bình Dương.
Ở đầu đoạn danh đề, Hanibal Chau dùng dao rạch bụng ấu thú Kaiju và thoát ra ngoài.

## Diễn viên
- Charlie Hunnam vai Raleigh Becket:

Cựu phi công Jaeger Gipsy Danger được Lực lượng phòng thủ vành đai Thái Bình Dương (PPDC) kêu gọi quay trở lại với công việc cũ. Về việc tuyển Hunnam vào vai diễn, Guillermo del Toro cho biết: "Tôi thấy được ở cậu ấy sự nghiêm túc và thật thà. Và cậu ấy là kiểu người mà tôi cảm thấy mình có thể kết nối, và nếu tôi là một khán giả nam tôi sẽ kiểu, 'Tôi thích gã này đấy. Tôi muốn làm một chầu bia với gã này'... anh ấy nhìn rất đỗi bình thường." Miêu tả nhân vật Raleigh Becket, Hunnam cho biết: "Khi bạn gặp tôi ở phần đầu câu chuyện, tôi đã trải qua một mất mát lớn. Sự mất mát đó không chỉ giết chết giá trị bản thân tôi, mà thậm chí cả ý chí chiến đấu và tiến bước. Và rồi Rinko và Idris cùng nhiều người khác đã đưa tôi ra khỏi khoảng thời gian đó và cố gắng giúp đỡ tôi. Tôi nghĩ cuộc hành trình đó khá tương đồng với nhiều người. Mỗi chúng ta, ở một thời điểm nào đó trong đời, đều sẽ gục ngã và cảm thấy mình chẳng thể nào đứng lên được nữa, nhưng bạn phải đứng lên, cho dù điều đó có khó khăn đến mức nào." Paul Michael Wyers vào vai Raleigh khi còn bé.
- Idris Elba vai Nguyên soái Stacker Pentecost

Chỉ huy của Raleigh tại Lực lượng PPDC và là cựu phi công Jaeger. Về việc lựa chọn Elba, del Toro cho biết, "Đây là phim mà tôi phải sử dụng phần thoại nhiều hơn bao giờ hết, và cách mà tôi tìm diễn viên cho phim này là—tôi muốn được nghe ai nói những [câu thoại] đó nhất? Tôi muốn Charlie Hunnam phải đối đầu ai? Ai mới có thể khiến cho Charlie Hunnam phải 'ngồi xuống và lắng nghe'?" Trong một bài phỏng vấn khác, vị đạo diễn nói, "Tôi không muốn một có Idris tóc vàng hoe, mặt vuông chữ điền và biết tuốt. Tôi muốn một người có thể dẫn dắt và lãnh đạo, mà vẫn khiến cho bạn cảm nhận được gánh nặng của thế giới đang đè trên đôi vai ấy." Để chuẩn bị cho vai diễn, Elba đã xem lại các đoạn phim về chính trị gia David Cameron và Barack Obama, cũng như Russell Crowe trong Gladiator và Mel Gibson trong Braveheart. Del Toro ban đầu gợi ý vai diễn này cho Tom Cruise, tuy nhiên Cruise đã từ chối do xung đột lịch làm việc.
- Kikuchi Rinko vai Mako Mori

Phi công thứ hai của Jaeger Gipsy Danger, mất gia đình sau một trận chiến Kaiju và được Pentecost nhận làm con nuôi. Dù Mori cho thấy sự mạnh mẽ và nhanh nhẹn phù hợp với việc chiến đấu chống lại Kaiju, Pentecost lại e dè khi sử dụng cô, một phần vì tình cha con và cũng một phần vì ông biết cô vẫn đang chiến đấu chống lại nỗi sợ hãi trong quá khứ. Del Toro cho biết, "Tôi rất cẩn thận trong việc xây dựng bộ phim. Một trong những quyết định của tôi là mong muốn có một vai nữ chính có khả năng sánh ngang với các nam chính. Cô ấy sẽ không là một biểu tượng tình dục, cô ấy sẽ không đi ra ngoài trong bộ váy ngắn và áo ba lỗ, cô ấy sẽ là nhân vật được xây dựng một cách nghiêm túc." Về việc các diễn viên khác đều kiệt sức khi phải quay phim trong buồng lái Jaeger, del Toro cho biết, "Người duy nhất không bị suy sụp là Kikuchi Rinko, chính cô gái ấy. Cô ấy chẳng bao giờ phàn nàn... Tôi hỏi Rinko bí quyết, và cô nói 'Tôi nghĩ về kẹo dẻo gấu và các loài hoa.' Tôi cũng đang tập làm điều đó trong đời sống hàng ngày đây." Ashida Mana vào vai Mako khi còn bé.
- Charlie Day vai Tiến sĩ Newt Geiszler

Một nhà khoa học nghiên cứu về Kaiju. Day cho biết, "Thường thì tôi và Burn Gorman sẽ đem tới một vài chi tiết hài hước cần thiết, nó giống như một khoảng nghỉ giữa các trận chiến của loài người với quái vật vậy. Nhưng rồi nhân vật của tôi bị đẩy vào trong mạch chuyện, khiến cuộc đời anh ta rơi vào tình thế nguy hiểm [...]. Vậy nên anh ta sẽ kiểu, nhảy đi nhảy lại giữa hài hước và thực tế... Những nhân vật nam khác, họ nhìn thật tuyệt với trong bộ đồ âu, họ có múi, mà hơn nữa họ có thể đấm đá và đánh nhau. Newt thì là lại kiểu người như bao người bình thường khác, cậu ấy không hoàn hảo, và cậu ấy cũng rất kiêu ngạo." Del Toro cho Geiszler tính cách của một đầu bếp siêu sao, với nhiều hình xăm và một "cái tôi lớn". Theo vị đạo diễn, Day được tuyển dựa theo diễn xuất của anh trong một tập phim truyền hình It's Always Sunny in Philadelphia. "Và tôi nghĩ, 'Anh này thật tài năng về cả diễn xuất nội tâm lẫn khiếu hài hước.' Có những khoảnh khắc trong phim mà cậu ấy đã lột tả được cả hai điều đó." Trek Buccino vào vai Newt khi còn bé.
- Ron Perlman vai Hannibal Chau:

Tay buôn chợ đen kiếm sống nhờ buôn bán nội tạng Kaiju. Perlman cho biết, "Tôi luôn nghĩ rằng nhân vật này thiết kế ra để được diễn xuất bởi một người nào đó khác thay vì tôi. Và có một lúc nào đó trong quá trình làm phim, del Toro đã nói, 'Sẽ thật thú vị phải không khi ta biến nhân vật này thành một sáng kiến.' Nên là nói cách khác, ai đó khoác lên một nhân cách khác và giả vờ như mình là một người khác và diễn xuất như thể mình thực sự là một người khác, nhưng anh ta thực sự, lại như bạn đang nhìn tôi đây. Điều đó mang lại một khía cạnh khác cho nhân vật [...] Tôi đóng vai một người có nguồn gốc khá giống tôi, nhưng với một tính cách hoàn toàn khác. [...] Và tôi cho rằng điểm quyến rũ ở gã này—là việc bạn sẽ thấy rất khó để nắm bắt hắn ta." Siêu đại chiến là lần thứ năm Perlman xuất hiện trong một phim điện ảnh của del Toro. Vị đạo diễn cho biết, "Tôi nghĩ khoảnh khắc mà bạn biết tới một người mang tên Hannibal Chau, và rồi Ron xuất hiện, và hắn đến từ Brooklyn và hắn bán nội tạng ở chợ đen, thì bạn đã hiểu rõ cả câu chuyện rồi. [...] Nếu đó là diễn viên khác, thì tôi sẽ phải giải thích nhiều hơn. Nhưng khi Ron xuất hiện với bộ dạng đó, bạn có thể tự sáng tạo một câu chuyện cho riêng mình, và nó sẽ hấp dẫn như mọi câu chuyện mà tôi có thể tạo ra." Hình xăm con chim trên ngón tay Chau cho thấy trước đây hắn là dân xã hội đen. Del Toro lấy ý tưởng từ diễn xuất của Burt Lancaster trong Elmer Gantry.
- Robert Kazinsky vai Chuck Hansen:

Phi công Jaeger người Úc. Anh và cha anh, Herc, cùng là phi công của Striker Eureka, Jaeger "mạnh mẽ và nhanh nhẹn nhất" đã giết chết mười một Kaiju. Kazinsky, một người hâm mộ thể loại khoa học viễn tưởng, đã bị hấp dẫn bởi thiết kế của bộ phim, "Phản ứng của tôi lúc đó là 'Trời đất ơi, thật là ngầu.' Trong bàn tay người khác, bạn sẽ chỉ ngồi đó và làm vẻ, 'Ôi, chắc sẽ tệ lắm đây,' nhưng khi del Toro làm điều này, bạn sẽ kiểu, 'Việc này sẽ tuyệt vời lắm đây.'" Về trải nghiệm của mình trong phim, Kazinsky nói, "Điều thú vị nhất tôi từng làm trong đời chính là Siêu đại chiến, được vào vai Chuck thật vô cùng tuyệt vời."
- Max Martini vai Hercules "Herc" Hansen:

Cha của Chuck và cùng là phi công của Striker Eureka. Kazinsky cho biết Martini rất ghét việc mình bị tuyển vào vai cha của Chuck vì anh chỉ hơn Kazinsky 13 tuổi. Tuy nhiên, Kazinsky nói hai người đã phát triển mỗi liên kết mật thiết trong quá trình quay phim, "Vì chúng tôi luôn luôn làm việc cùng với nhau [...] Phân cảnh chia ly giữa hai cha con ở cuối phim khá đơn giản với tôi vì tôi vô cùng yêu quý Max." Kazinsky tiết lộ rằng chú chó của Herc và Chuck chính là ý tưởng của del Toro, "Chú chó tên là Max, và trớ trêu thay, cuối cùng chúng tôi lại sử dụng Max trong nhiều thứ. Câu chuyện là Herc và Chuck gặp khó khăn trong việc giao tiếp, và họ giao tiếp với nhau qua chú chó." Vai diễn ban đầu được viết cho Ron Perlman, nhưng del Toro lại nhận thấy rằng phân cảnh giữa nhân vật Herc của Perlman và Raleigh của Hunnam "bắt đầu trở nên giống Sons of Anarchy 2.0".
- Clifton Collins Jr. vai Ops Tendo Choi:

Kỹ thuật viên Jaeger người Mỹ gốc Hoa. Collins miêu tả nhân vật này là "bộ não" đứng sau các Jaeger.
- Burn Gorman vai Tiến sĩ Hermann Gottlieb:

Nhà khoa học nghiên cứu về Kaiju cùng với Geiszler. Theo del Toro, Gottlieb là "người Anh, sống nội tâm, lãnh đạm, mặc vải tweed và không bao giờ rời khỏi phòng thí nghiệm". Gottlieb và Geiszler biểu trưng cho thông điệp về những người không hợp nhau lại cùng nhau phối hợp khi thời điểm đến. Drew Adkins vào vai Gottlieb khi còn bé.
- Diego Klattenhoff vai Yancy Beckett:

Anh trai Raleigh và cũng là phi công của Gipsy Danger. Klattenhoff tham gia dự án để làm việc với del Toro. Miêu tả nhân vật của mình, Klattentoff nói: "Đây là nhân vật luôn theo sát đứa em trai hăng hái của mình và cả hai người bọn họ đều được ban tặng cơ hội giải cứu thế giới. Hoặc giúp đỡ, ít nhất là như thế." Tyler Stevenson vào vai Yancy khi còn bé.
Các phi công điều khiển Jaeger khác bao gồm ba anh em người Canada gốc Việt Charles Lưu, Lance Lưu và Mark Lưu trong vai bộ ba Vĩ Đường điều khiển Crimson Typhoon, và Robert Maillet cùng Heather Doerksen vai Sasha và Aleksis Kaidanovsky, hai phi công của Cherno Alpha. Joe Pingue vào vai Thuyền trưởng Merrit, thuyền trưởng của chiếc tàu cá bị bắt trong trận thủy chiến giữa Gipsy Danger và Kaiju Knifehead. Santiago Segura vào vai một phụ tá của Hannibal Chau. Brad William Henke và Larry Joe Campbell vào vai thành viên của đội xây dựng mà Raleigh đã tham gia sau khi rời khỏi PPDC. Robin Thomas, Julian Barnes và David Richmond-Peck vào vai ba người đại diện của Liên Hợp Quốc đến từ Mỹ, Đảo Anh và Canada. Sebastian Pigott xuất hiện trong vai một kỹ sư Jaeger và Joshua Peace vào vai một nhân viên văn phòng, còn Jonathan Foxon thì vào vai một thường dân quá khích. David Fox đảm nhiệm vai diễn ông già trên bờ biển, còn Jane Watson thì vào vai mẹ của Raleigh và Yancy trong một phân cảnh hồi tưởng. Nhà sản xuất Thomas Tull cũng xuất hiện trong phim với một vai diễn khách mời. Ellen McLain lồng tiếng cho giọng nói trí tuệ nhân tạo của Gipsy Danger.

## Chủ đề
Trong phim, một người thường không thể đáp ứng nổi sức tải hệ thống thần kinh của một Jaeger, có nghĩa là họ cần phải được kết nối với một phi công khác—một quá trình gọi là "drifting". Khi hai phi công kết nối, họ nhanh chóng biết được ký ức và cảm xúc của người còn lại, và không có cách nào khác ngoài việc phải chấp nhận chúng; del Toro cho rằng ý tưởng này vô cùng ấn tượng, hấp dẫn và thuyết phục. Vị đạo diễn bày tỏ chủ đích mang phép ẩn dụ này gắn với thực tế:
Các câu chuyện nhỏ của những phi công lại chính là một điểm lớn, cho thấy rằng chúng ta đều sống chung trong cùng một người máy [trong cuộc sống]… Chúng ta, hoặc phải đứng lên, hoặc phải bỏ mạng. Tôi không muốn điều này trở thành một quảng cáo tuyển dụng hay một trò đùa. Ý tưởng của bộ phim chỉ là chúng ta phải tin tưởng lẫn nhau, vượt qua mọi lằn ranh của màu da, giới tính, đức tin và mọi thứ, và hãy gắn bó với nhau.
Del Toro thừa nhận sự đơn giản của thông điệp này và cũng nói rằng ông muốn xem những bộ phim phiêu lưu mang ý nghĩa tương tự như vậy khi ông còn là một đứa trẻ. Guillermo del Toro bình luận: "Tôi nghĩ đây là một thông điệp tuyệt vời cho trẻ em... 'Cái gã mà bạn vừa đánh gục mười phút trước? Đó chính là người mà bạn phải hợp tác cùng vào năm phút sau.' Đó chính là cuộc sống... Chỉ khi chúng ta làm việc cùng nhau, chúng ta mới có thể hoàn thiện bản thân mình hơn."
Nội dung phim tập trung vào mối quan hệ giữa Becket và Mori, nhưng lại không phải là một câu chuyện tình cảm như thường lệ. Cả hai đều là những con người gặp thương tổn về mặt tinh thần và quyết định để quá khứ của mình ngủ yên. Trong thời gian luyện tập điều khiển Jaeger, họ đã trải qua quá trình tìm hiểu, đi vào trong những suy nghĩ, hồi ức và bí mật của đối phương. Mối quan hệ của họ là mối quan hệ tôn trọng lẫn nhau và tin tưởng nhau tuyệt đối. Hunnam bình luận rằng, bộ phim là "một câu chuyện tình mà không có một câu chuyện tình nào cả. Nó diễn tả tất cả các yếu tố cần thiết cho tình yêu mà không cần phải chạm đến ngưỡng của tình yêu". Cả hai nhân vật Becket và Mori đều đã trải qua những nốt trầm riêng của mỗi người; một trong những ý tưởng trọng tâm của kịch bản chính là về việc hai con người bị thương tổn có thể hòa vào nhau làm một, với các mảnh ghép còn thiếu được kết nối với nhau giống như trò chơi xếp hình. Del Toro cũng nhấn mạnh những cảm xúc thân mật của các nhân vật bằng cách thực hiện các cảnh quay tập luyện chiến đấu của họ theo cách mà ông sẽ quay những cảnh tình dục.

Del Toro, tự nhận mình là một người theo chủ nghĩa hòa bình, đã tránh những thứ mà ông gọi là "thẩm mỹ quảng cáo xe hơi" hay "thẩm mỹ video chiêu quân" và gắn cho nhân vật của mình các thứ bậc phương Tây như "nguyên soái" thay vì các cấp bậc quân đội như "đại úy", "thiếu tá" hay "đại tướng". Vị đạo diễn nói, "Tôi tránh việc tạo ra các thể loại thông điệp mang hàm nghĩa rằng chiến tranh là điều đúng đắn. Chúng ta đã có đủ hỏa lực trên thế giới này rồi." Del Toro không muốn tạo ra những cảnh quay về cái chết và sự tàn phá khủng khiếp như trong các phim điện ảnh bom tấn hiện đại, ông muốn đem tới hình ảnh những con phố và tòa nhà đang được sơ tán trước khi bị Kaiju tấn công, và ông cũng cho rằng việc miêu tả những hình ảnh tàn phá kia là "vô cùng tàn nhẫn". Vị đạo diễn phát biểu:
Tôi không muốn thấy hình ảnh con người ta bị nghiền nát. Tôi muốn thấy sự hân hoan mà tôi từng có khi nhìn thấy Godzilla tung cả cái xe tăng lên mà không thèm nghĩ đến việc có ai đang ở trong chiếc xe ấy… Điều mà tôi muốn nói chính là bạn không thể làm bất cứ điều gì ngoài việc phản chiếu lại những khoảnh khắc đó. Có nhiều băn khoăn về tính mỏng manh của sự nguyên trạng và sự an toàn của người dân, nhưng trong tâm trí tôi—thật lòng mà nói—bộ phim này như một thế giới khác vậy. Chẳng có bất cứ sự tương quan nào với thế giới thực. [...] Trong trường hợp này, tôi sẽ đi theo phương thức truyền thống. Đó là cách đã diễn ra ngay sau Thế chiến II và là một cỗ máy đối phó để Nhật Bản có thể chữa lành các vết thương chiến tranh. Và thật hoàn hảo cho một chú Kaiju khi được nổi giận trong một thành phố nào đó.
Viết cho trang Los Angeles Review of Books, Wai Chee Dimock kết nối chủ đề chính của phim về sự thống nhất với hình ảnh thoắt hiện về chiếc giày mất tích, cho rằng "giấc mơ không tưởng" đang dẫn dắt các nhân vật là
những con người yếu đuối như chúng ta lại có thể "thống nhất"—không chỉ ở trong quá trình kết nối thần kinh diễn ra giữa hai phi công Jaeger mà cũng, nói một cách bao quát hơn, là ở trong một mạng phân dạng của sự tương đồng, lấp đầy thế giới với những bản sao của chính bản thân mình, với tầm quan trọng khác nhau và với các cấp độ tái biểu cảm khác nhau, bắt đầu từ đôi giày dưới chân chúng ta.

## Sản xuất

### Phát triển
Vào tháng 2 năm 2006, các nguồn tin xác nhận Guillermo del Toro sẽ tham gia đạo diễn cho kịch bản phim kỳ ảo Killing on Carnival Row của Travis Beacham, nhưng dự án này chưa bao giờ được thực hiện. Beacham sau đó đã thai nghén Siêu đại chiến trong năm tiếp theo. Trong lúc đi dạo ven bờ biển gần Santa Monica Pier, anh đã tưởng tượng ra cảnh một người máy và một quái vật khổng lồ đang chiến đấu với nhau đến chết. "Chúng chỉ chợt hiện ra từ trong màn sương, những thứ khổng lồ, thần thánh ấy." Ý tưởng về việc mỗi người máy đều được điều khiển bởi hai phi công dần dần hình thành sau đó, và rồi câu hỏi đặt ra là "điều gì sẽ xảy ra nếu như hai người đó đều hi sinh?" Quyết định rằng đây sẽ là "một câu chuyện về sự mất mát, việc bước tiếp sau mất mát và cách người sống sót phải chiến đấu với lỗi lầm", Beacham đã bắt tay vào thực hiện phần kịch bản cho phim. Ngày 28 tháng 5 năm 2010, báo chí đưa tin hãng Legendary Pictures đã mua lại một bản truyện phim chi tiết dài 25 trang của Beacham với tiêu đề Siêu đại chiến.
Ngày 28 tháng 7 năm 2010, các nguồn tin xác nhận del Toro sẽ ngồi ghế đạo diễn cho phiên bản phim chuyển thể từ tác phẩm At the Mountains of Madness của cố nhà văn H. P. Lovecraft cho hãng Universal Studios, với James Cameron tham gia vào quá trình sản xuất. Khi del Toro bàn bạc với Legendary Pictures về khả năng hợp tác với hãng trong một tác phẩm điện ảnh, ông bị hấp dẫn bởi bản truyện phim chi tiết của Beacham. Del Toro sau đó đã ký một hợp đồng với hãng Legendary: trong thời gian đạo diễn cho At the Mountains of Madness, ông sẽ tham gia sản xuất và đồng biên kịch cho Siêu đại chiến; và bởi vì lịch sản xuất của cả hai phim điện ảnh khá trùng nhau, ông sẽ chỉ nhận ghế đạo diễn của Siêu đại chiến khi dự án At the Mountains of Madness bị hủy bỏ.
Ngày 7 tháng 3 năm 2011, tin tức cho biết hãng Universal không thể tiếp tục thực hiện At the Mountains of Madness do del Toro không thể thực hiện dự án với 150 triệu USD kinh phí và nhãn phim R. Del Toro sau đó đã phản ứng, "Khi chuyện đó xảy ra, nó chưa từng xảy ra đối với tôi trước đây, nhưng tôi thực sự đã khóc rất nhiều suốt những ngày cuối tuần ấy. Tôi không muốn mình trông như một linh hồn yếu đuối, nhưng tôi cảm thấy mình như bị tàn phá. Tôi đã khóc rất nhiều cho bộ phim ấy." Dự án bị hủy bỏ vào thứ Sáu, và del Toro ký hợp đồng đạo diễn cho Siêu đại chiến vào ngày thứ Hai liền kề.
Del Toro đã bỏ ra một năm để làm việc với Beacham cho phần kịch bản, sau đó ông cũng được ghi nhận là một nhà đồng biên kịch của phim. Del Toro giới thiệu các ý tưởng mà ông vẫn luôn muốn thấy ở thể loại phim này, ví dụ như cách Kaiju sinh nở và cảnh Kaiju tấn công nhìn từ con mắt của một đứa trẻ. Phần kịch bản cũng được viết lại bởi Neil Cross, người trước đó từng tạo ra loạt phim truyền hình Luther và là tác giả của phim kinh dị Mẹ ma mà del Toro tham gia sản xuất, dù vậy, vai trò của Cross trong Siêu đại chiến không được ghi chú lại. Patrick Melton và Marcus Dunstan cũng từng thực hiện viết lại phần kịch bản cho phim sau khi kịch bản đặc tả của bộ đôi này cho Monstropolis nhận được sự chú ý từ nhà làm phim, tuy nhiên vai trò viết lại kịch bản này không được ghi danh. Drew Pearce cũng thực hiện một vài vai trò không được ghi danh cho kịch bản phim.

### Quay phim
Công tác quay phim bắt đầu diễn ra từ ngày 14 tháng 11 năm 2011 và tiếp tục diễn ra tại Toronto cho tới tháng 4 năm 2012. Del Toro có cập nhật về quá trình quay phim hai tuần sau khi phim đóng máy. Phim sử dụng tựa đề Silent Seas và Still Seas trong suốt quá trình sản xuất.
Del Toro chưa bao giờ quay một phim điện ảnh trong dưới 115 ngày, nhưng với Siêu đại chiến ông chỉ mất 103 ngày. Nhằm đạt thành tích này, del Toro đã phải làm việc từ 17 đến 18 tiếng mỗi ngày, và bảy ngày một tuần trong hầu hết thời gian quay. Del Toro áp dụng phương pháp tiếp cận mới trong việc chỉ đạo các diễn viên, cho phép những cử động và ứng khẩu mềm mại hơn. Ngoài ra ông vẫn giữ kiểm soát chặt chẽ đối với khâu sản xuất, "Mọi thứ, 100% đều phải qua tay tôi dù sớm hay muộn. Tôi không ủy thác cho ai bất cứ việc gì. Có người thích điều này, có người không, nhưng mọi việc phải được thực hiện theo cách đó."
Siêu đại chiến được quay bằng máy quay Red Epic. Lúc đầu Guillermo del Toro quyết định sẽ không quay hoặc chuyển đổi bộ phim sang định dạng 3D do các hiệu ứng sẽ không hoạt động với kích cỡ của các người máy và quái vật trong phim, ông giải thích,
Tôi không muốn thực hiện bộ phim dưới định dạng 3D bởi vì khi bạn có những nhân vật khổng lồ như thế… mọi thứ xảy ra rất tự nhiên, bạn đang nhìn vào hai tòa nhà, cứ cho là cao 300 feet ở đằng xa đi, nếu bạn chuyển động thì sẽ không có thị sai. Chúng to đến nỗi, dưới định dạng 3D, bạn khó có thể nhận biết được bất cứ thứ gì cho dù bạn có chuyển động nhanh đến mức nào… Muốn áp dụng hiệu ứng 3D cho những người máy và quái vật to lớn tức là bạn đang thu nhỏ phối cảnh lại, biến chúng thành kích cỡ của con người.
Sau đó phim được xác nhận sẽ công chiếu dưới định dạng 3D, với công tác chuyển đổi diễn ra trong 40 tuần. Del Toro phát biểu, "Tôi có thể nói gì với bạn bây giờ? Tôi đã nghĩ lại rồi. Tôi không chạy đua Tổng tuyển cử. Tôi có thể làm như Romney."
Del Toro đã cắt đi gần một tiếng đồng hồ độ dài gốc của phim. Các cảnh phim không được sử dụng chủ yếu giới thiệu các nhân vật và vai trò của họ một cách chi tiết hơn, tuy nhiên vị đạo diễn cho rằng những phân cảnh đó là không cần thiết, "Chúng ta không thể cứ giả vờ rằng đây là Ibsen với một đống quái vật và người máy khổng lồ. Tôi không thể cứ giả vờ rằng mình đang thực hiện một bản phản chiếu thâm sâu về nhân loại." Câu chuyện của mỗi nhân vật đều được biên tập lại về mức cho phép tối thiểu. Del Toro muốn bộ phim chỉ dài khoảng hai tiếng, phù hợp với đối tượng người xem trẻ tuổi hơn. Alejandro González Iñárritu và Alfonso Cuarón đã hỗ trợ thực hiện phần dựng phim; Iñárritu đã cắt đi mười phút cảnh phim, còn Cuarón thì cắt đi "một vài phút" và sắp xếp lại một vài phân cảnh. Cả Iñárritu và Cuarón, cùng với James Cameron và David Cronenberg, đều nhận được một "lời cảm ơn đặc biệt" ở phần danh đề cuối phim.

### Thiết kế

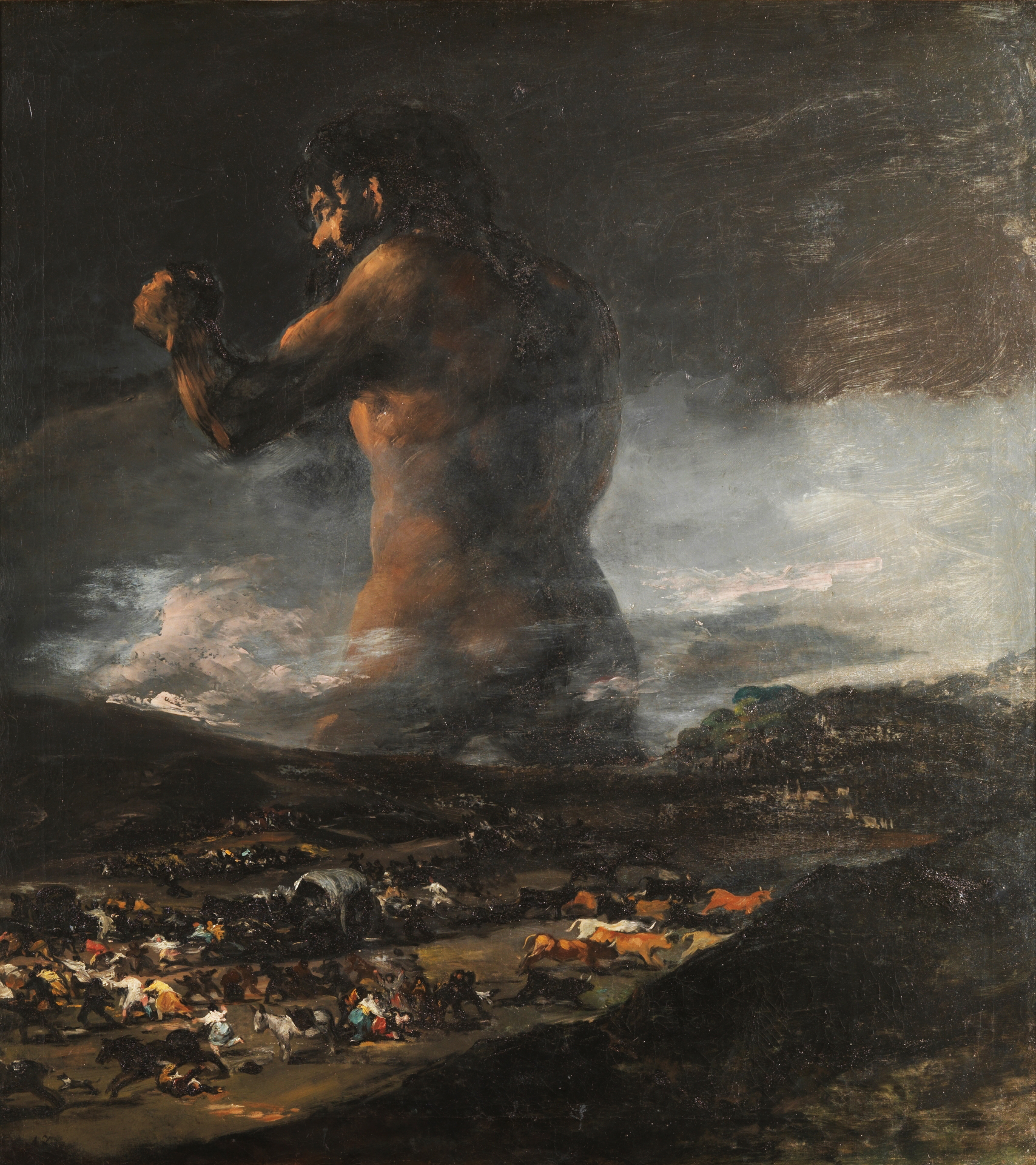
Đạo diễn del Toro lấy ý tưởng phim từ kiệt tác Người khổng lồ của danh họa người Ý Francisco Goya.

Del Toro đã mường tượng trong đầu rằng Siêu đại chiến sẽ là một chuyến phiêu lưu nghiêm chỉnh và đầy màu sắc, mang "cảm giác thoải mái và nhẹ nhàng đáng kinh ngạc", trái ngược với "một bộ phim hè rườm rà, tối tăm và đầy nghi hoặc". Vị đạo diễn tập trung vào "những hình ảnh to, đẹp và phức tạp" và những cảnh hành động sẽ làm hài lòng khán giả lớn tuổi, nhưng đồng thời ông cũng kỳ vọng sẽ có thể giới thiệu loài Kaiju và thể loại phim mecha đến với thế hệ trẻ nhỏ. Và do đánh mạnh vào thể loại này, Siêu đại chiến cũng tránh được những sự so sánh đối với các phim cùng thể loại đã từng phát hành. Del Toro dự định tạo ra một bộ phim nguyên bản nhưng có tầm ảnh hưởng rộng, thấm nhuần "vẻ đẹp sử thi" và "sự hùng tráng đậm tính ca kịch". Đoạn danh đề cuối đã đề tặng bộ phim này tới Ray Harryhausen và Honda Ishirō, những người tiên phong đã gắn kết thể loại quái vật không lồ với điện ảnh qua hai bộ phim The Beast from 20,000 Fathoms và Godzilla.
Siêu đại chiến vừa là lời tri ân đến dòng phim người máy và Kaiju, vừa có thể tự đứng riêng làm một phim điện ảnh nguyên bản, một thứ gì đó "kế thừa được những di sản, nhưng không phải là sự cóp nhặt hay đóng tập của mọi thứ". Đạo diễn del Toro đã tuân theo quy chuẩn này từ khi phim còn nằm trên bản thảo, ông không hề mô phỏng hay tham khảo bất kỳ khuôn mẫu đi trước nào của thể loại phim này. Đạo diễn đã nhắc nhở các nhà thiết kế không được lấy các bộ phim như Gamera: The Giant Monster, Godzilla hay The War of the Gargantuas làm nguồn cảm hứng, "Tôi không muốn bộ phim trở thành một tác phẩm hậu hiện đại, hoặc mang tính tham khảo, hoặc chỉ thuộc về một thể loại. Tôi thực sự muốn tạo ra một cái gì đó mới mẻ, một cái gì đó cuồng loạn bằng những thứ này. Tôi cố gắng mang vẻ đẹp sử thi, tính kịch nghệ và cả sự hùng tráng đậm tính ca kịch vào bên trong nó." Thay vì văn hóa đại chúng, ông lấy ý tưởng từ các tác phẩm nghệ thuật như Người khổng lồ của danh họa người Ý Francisco de Goya và các bức vẽ quyền Anh của George Bellows. Các nhà thiết kế của phim bao gồm Wayne Barlowe, Oscar Chichoni, hai nhà điêu khắc quái vật David Meng và Simon Lee, cùng nhà thiết kế của Hellboy 2: Binh đoàn địa ngục và Người Hobbit Francisco Ruiz Velasco. Del Toro cũng thừa nhận rằng một số thiết kế cho dự án chuyển thể cuốn tiểu thuyết At the Mountains of Madness vốn đã bị hủy bỏ có thể đã được sử dụng trong Siêu đại chiến.
Tổng cộng gần một trăm Kaiju và một trăm Jaeger đã được thiết kế, nhưng chỉ một vài mẫu trong số đó xuất hiện trên phim; cứ mỗi tuần các nhà làm phim lại "làm một buổi American Idol" và bình chọn ra mẫu thiết kế đẹp nhất. Trong quá trình thiết kế Kaiju, các họa sĩ của phim thường lấy ý tưởng từ thiên nhiên hơn là từ các tác phẩm đi trước. Đạo diễn del Toro bình luận: "Về bản chất, Kaiju vô cùng biệt lập theo một cách, nhưng theo một cách khác chúng lại luôn đi theo bầy đàn: bạn sẽ thấy một Kaiju bò sát, một Kaiju côn trùng, hay một Kaiju giáp xác… Vậy nên việc sử dụng một bản thiết kế kì dị và biến nó thành một loài động vật có đầy đủ chi tiết giải phẫu thật sự vô cùng thú vị." Del Toro cố tránh việc tạo ra một loài Kaiju quá tương đồng với một sinh vật trên Trái Đất, mà thay vào đó sẽ sáng tạo chúng trở thành một giống loài ngoài hành tinh. Del Toro gọi loài Kaiju trong phim là "những vũ khí", đồng thời ví chúng như "đội ngũ dọn dẹp, hay như bọn mèo được đem tới các nhà kho để dọn sạch lũ chuột." Một vài chi tiết thiết kế nhất định sẽ xuất hiện trên mọi Kaiju; đây là chủ đích để thể hiện việc chúng đều có kết nối với nhau và được thiết kế với chung một mục đích. Mỗi Kaiju đều được gắn cho một tính cách con người để gợi lại tính thẩm mỹ trong các phim điện ảnh Kaiju cũ của Nhật Bản. Trong khi các phim điện ảnh khác của del Toro đều có sự xuất hiện của các quái vật cổ đại hoặc mang nhiều thương tích, thì bề ngoài Kaiju lại có ít các vết sẹo hay các di chứng từ các nền văn minh đi trước hơn, điều này nhằm minh chứng rằng chúng là những sáng tạo kỹ thuật chứ không phải là kết quả của một hệ thống tiến hóa.
Knifehead, quái Kaiju đầu tiên xuất hiện trong phim, là một lời tri ân đến loài Kaiju ì ạch trong phim điện ảnh Nhật Bản những năm 1960, và được chủ ý tạo hình cho giống với một người đàn ông đang mang bộ đồ quái vật bằng cao su; với phần đầu được lấy cảm hứng từ đầu của loài cá mập Mitsukurina owstoni. Phần da lưng của Kaiju với khả năng phóng điện từ chính là thứ mà del Toro thích nhất, ông gọi nó là một "kẻ gắt gỏng với cái bụng bia"; chuyển động lê lết của gorilla được sử dụng làm hình ảnh tham khảo. Quái Kaiju Otachi là sự tri ân tới loài rồng trong thần thoại Trung Quốc. Vị đạo diễn gọi đây là "con dao quân dụng Thụy Sĩ của một Kaiju"; với gần 20 phút lên hình, Kaiju này được gắn với nhiều hình dạng khác nhau để khán giả không cảm thấy nhàm chán. Nó chuyển động như loài rồng Komodo trong nước, phô ra nhiều răng nanh và túi cổ chứa axit, cùng đôi cánh giang ra khi cần. Otachi cũng thông minh hơn các Kaiju khác, phát triển cả một chiến lược để chống lại các Jaeger. Onibaba, quái Kaiju đã khiến Mako Mori trở thành trẻ mồ côi, lấy ý tưởng từ loài giáp xác và các ngôi đền của Nhật. Slattern, Kaiju lớn nhất, thì dễ được nhận ra hơn do có một chiếc cổ siêu dài và cái đầu "nửa sừng, nửa vương miện" mà del Toro cho là vừa quỷ quái vừa lẫm liệt.
Gipsy Danger, Jaeger đến từ Mỹ, được dựa trên hình dáng của các tòa nhà theo trường phái Art Deco ở Thành phố New York như Tòa nhà Chrysler hay Tòa nhà Empire State, nhưng đồng thời cũng có chuyển động hông và dáng đi xạ thủ của John Wayne. Cherno Alpha, Jaeger đến từ Nga, được dựa theo hình dáng và họa tiết sơn trên xe tăng dòng T của Nga, kết hợp với một silo chứa khổng lồ nhằm tạo diện mạo của một nhà máy điện hạt nhân sống với tháp giải nhiệt đặt trên đầu. Crimson Typhoon, Jaeger ba tay từ Trung Quốc do ba anh em sinh ba điều khiển, có hình dáng mô phỏng một "chiến binh nhỏ thời Trung cổ"; phần họa tiết của Jaeger này gợi nhớ đến loại gỗ sơn mài Trung Quốc với các gờ gỗ mạ vàng. Striker Eureka, Jaeger của Úc, được del Toro mô phỏng theo dòng xe hơi Land Rover; đây là Jaeger thanh lịch và nam tính nhất với phần ngực nở cùng lớp sơn ngụy trang gọi nhớ tới vùng rừng núi Úc và sự can đảm của những phi công điều khiển Jaeger. Trang phục của các phi công điều khiển Jaeger trong phim đều do Shane Mahan và Kate Hawley thiết kế trong suốt nhiều tháng. Bộ đồ phi công Nga được thiết kế theo phong cách cũ và gợi tới các bộ đồ của phi hành gia.

### Hậu kỳ
Công ty Industrial Light & Magic đã được gửi gắm để thực hiện phần kỹ xảo cho Siêu đại chiến. Del Toro đã thuê hai chuyên viên kỹ xảo từng đoạt giải Oscars, John Knoll và Hal T. Hickel, cả hai đều được biết đến với vai trò tương tự trong bộ ba tiền truyện Chiến tranh giữa các vì sao và loạt phim Cướp biển vùng Caribbean. Shane Mahan, đồng sở hữu của công ty Legacy Effects, được biết đến với tác phẩm bộ giáp sắt trong Người Sắt, được nhắm đến cho công việc xây dựng bộ giáp, mũ giáp và khu điều khiển Conn-Pod. Họa sĩ kỹ xảo từng thắng giải Oscar Clay Pinney, vốn được biết đến với các công trình trong Independence Day và Star Trek, cũng được mời đảm nhiệm phần kỹ xảo cho phim. Công ty công nghệ Hybride Technologies, một phân ban của Ubisoft, và Rodeo FX cũng có những đóng góp nhất định cho phần kỹ xảo.

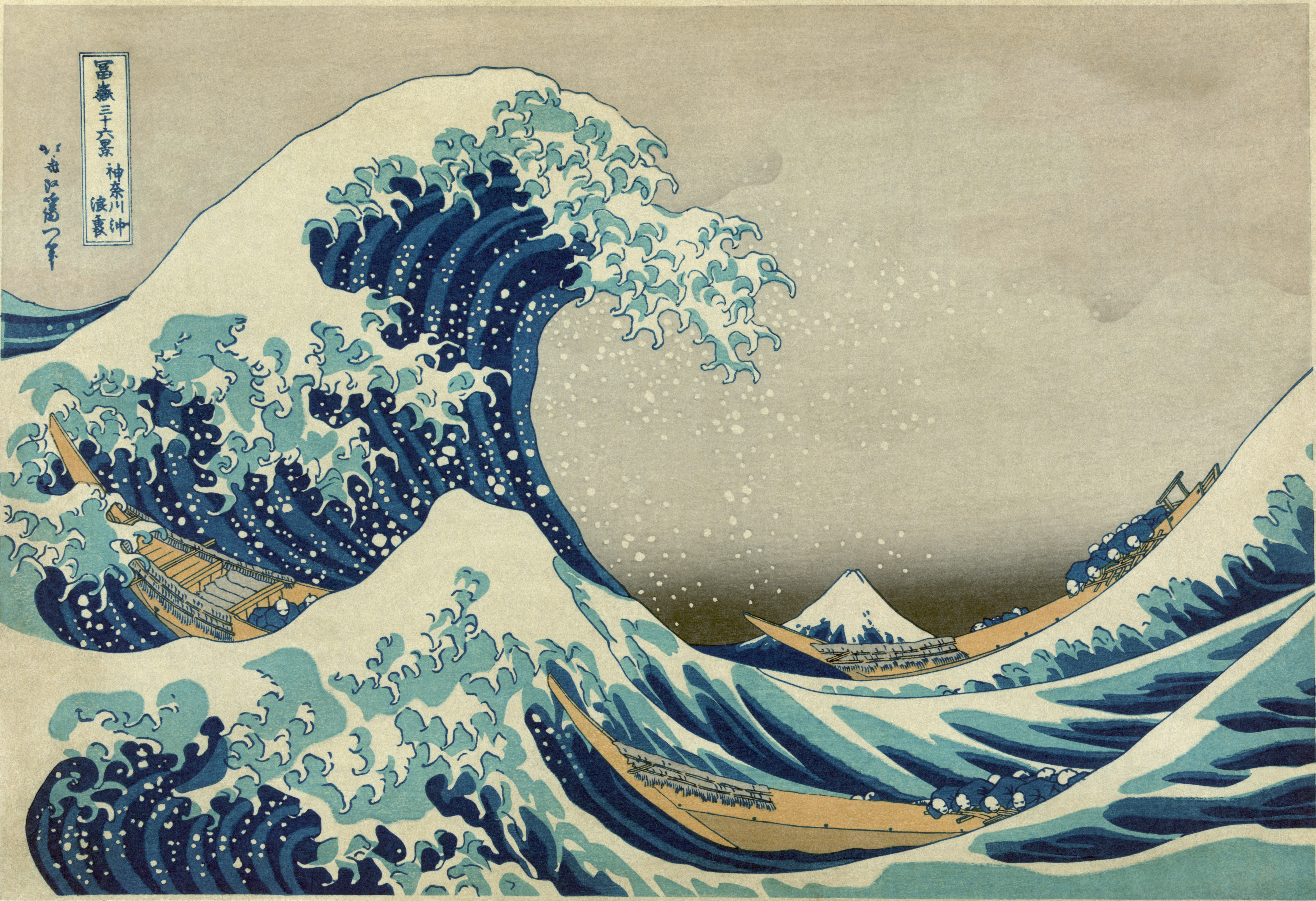
Đạo diễn del Toro sử dụng các tác phẩm nghệ thuật cổ điển như bức tranh in mộc bản Sóng lừng ngoài khơi Kanagawa của họa sĩ Hokusai làm tài liệu tham khảo cho các cảnh thủy chiến trong phim.

Del Toro quan điểm bộ phim này như một công trình opera:
Đây là một trong những lời đầu tiên mà tôi nói với các nhân sự tại ILM. Tôi đã nói, "Bộ phim này cần phải thật kịch trường, ca kịch và lãng mạn." Chúng tôi sử dụng những từ ngữ không hay đi liền với những bom tấn công nghệ cao… Chúng tôi đi những bảng màu rất, rất, rất, rất bão hòa cho trận chiến ở Hồng Kông. Tôi vẫn luôn bảo John phải nghĩ về cái chất México bên trong anh và phải bão hòa được sắc lục và tím và hồng và cam.
Bức tranh in mộc bản Sóng lừng ngoài khơi Kanagawa của họa sĩ ukiyo-e Hokusai là một mô típ chung cho các trận thủy chiến trên biển; Del Toro nhắc lại, "Tôi sẽ nói là 'Hãy mang cho tôi một cơn sóng Hokusai'… chúng tôi sử dụng thời tiết và những cơn sóng trong phim một cách rất ca kịch." Vị đạo diễn cũng bảo Knoll rằng anh không nhất thiết phải khớp ánh sáng từ cảnh quay này tới cảnh quay kia: "Sẽ vô cùng phi chính thống khi làm điều đó, nhưng tôi nghĩ kết quả sẽ rất đẹp, rất phi nghệ thuật và mạnh mẽ, chứ không phải là những thứ mà bạn sẽ liên tưởng đến khi nhắc tới một bộ phim hành động khoa học viễn tưởng lớn." Del Toro cho rằng phần nước biển kỹ thuật số của phim chính là phần kỹ xảo gây phấn khích nhất, "Thủy động lực của nước trong phim thực sự rất đẹp và cũng đầy xúc cảm một cách nghệ thuật và khó tin. Chúng tôi đã thống nhất trong việc biến nước gần như trở thành một nhân vật hoàn chỉnh. Chúng tôi rất tỉ mỉ trong việc tính toán thời gian với nước. Tôi sẽ nói là 'Tránh xa con sóng ra [khỏi khung hình này].'"
Siêu đại chiến cũng có một số cảnh quay sử dụng hiệu ứng hình thu nhỏ do 32TEN Studios cung cấp, dưới sự giám sát của nhà sản xuất VFX Susan Greenhow và hai giám sát viên VFX John Knoll and Lindy DeQuattro của ILM. Các cảnh quay sử dụng máy quay RED Epic với rig 3D, sau đó sẽ do 32TEN chịu trách nhiệm sản xuất. 32TEN cũng cung cấp nhiều yếu tố hiệu ứng thực tế cho đội nhóm của ILM bao gồm hiệu ứng mây bụi, kính vỡ và các hiệu ứng của nước.

### Âm nhạc

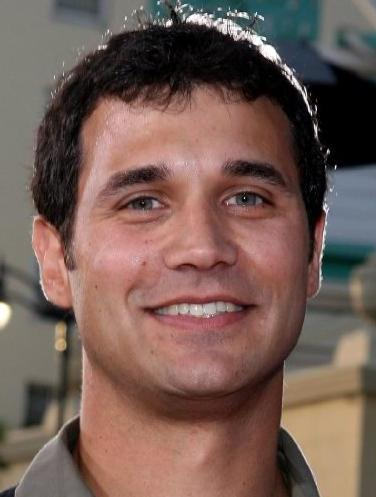
Ramin Djawadi, người tạo nên phần nhạc nền cho Siêu đại chiến.

Phần nhạc nền của Siêu đại chiến do nhà soạn nhạc Ramin Djawadi đảm nhiệm biên soạn. Đạo diễn del Toro lựa chọn Djawadi thực hiện phần công việc này sau khi biết tới những thành tựu của anh cho Vượt ngục, Người Sắt và Game of Thrones: "Những khúc nhạc của cậu ấy mang tới sự uy quyền, và đồng thời cũng chứa đựng những mảnh hồn tuyệt vời nhất của nhân thế." Đạo diễn cũng cho biết một số bản nhạc rap tiếng Nga cũng sẽ được sử dụng trong bộ phim. Album nhạc phim được phát hành trực tuyến trên trang Amazon vào ngày 18 tháng 6 năm 2013 và dưới định dạng đĩa CD vào ngày 25 tháng 6 năm 2013. Phiên bản đĩa vật lý của album được hãng đĩa WaterTower Music cho ra mắt vào ngày 9 tháng 7 năm 2013, ba ngày trước khi phim được công chiếu tại rạp. Hai nhạc sĩ Tom Morello và Priscilla Ahn cũng hợp tác với Djawadi trong một vài bản nhạc. Hai bài hát sử dụng trong phim nhưng không được xuất hiện trong album là "Just Like Your Tenderness" do Lạc Tiểu Tuyên trình bày và bài hát kết phim "Drift" do Blake Perlman và RZA phối hợp trình bày. Album nhận về nhiều ý kiến đánh giá tích cực từ giới chuyên môn, trong đó trang Filmtracks chấm album bốn trên năm sao. Ngày 27 tháng 7 năm 2013, album đạt vị trí thứ 7 trên bảng xếp hạng Billboard Top Soundtracks của Mỹ.

## Phát hành
Siêu đại chiến ban đầu dự kiến sẽ ra mắt công chúng vào tháng 7 năm 2012. Tuy nhiên hãng Warner Bros. đã quyết định dời lịch chiếu sang ngày 10 tháng 5 năm 2013. Tới tháng 3 năm 2012, hãng một lần nữa lại thông báo dời lịch công chiếu của phim sang ngày 12 tháng 7 năm 2013. Phim ra mắt tại Thành phố México vào ngày 1 tháng 7 năm 2013. Tại Việt Nam, Siêu đại chiến được công chiếu vào ngày 19 tháng 7 năm 2013.

### Quảng bá
Ngày 28 tháng 11 năm 2012, trang web chính thức của Siêu đại chiến cho ra mắt cùng lúc hai video lan truyền—một trong đó cho thấy cảnh cuộc chiến với quái thú Kaiju quay bằng máy quay cầm tay. Các bản vẽ thiết kế của người máy Jaeger cũng được đăng tải trực tuyến. Ngày 5 tháng 6 năm 2013, cuốn truyện tranh Pacific Rim: Tales from Year Zero được phát hành, với Travis Beacham đảm nhiệm phần sáng tác và Alex Ross đảm nhiệm phần tranh bìa. Pacific Rim: Tales from Year Zero được coi như phần giới thiệu cho những sự kiện xảy ra trước phần đầu của phim, với bối cảnh đặt vào thời điểm mười hai năm trước đó. Vào ngày 18 tháng 6, Insight Editions cho xuất bản Pacific Rim: Man, Machines, and Monsters, cuốn sách ảnh do David S. Cohen thực hiện. Cuốn sách biên tập lại quá trình sản xuất bộ phim với các quan niệm mỹ thuật, nhiếp ảnh, quá trình quay phim của dàn diễn viên và đội ngũ làm phim, cùng lời tựa của đạo diễn del Toro. Ngày 2 tháng 7, một video lan truyền khác được cho đăng tải, trong đó nhân vật Hannibal Chau do Ron Perlman thủ vai, đang quảng bá cho mối buôn bán nội tạng Kaiju của mình mang tên Kaiju Remedies.
Trong ngày 12 tháng 7 năm 2013, tức ngày Siêu đại chiến công chiếu, một video lan truyền khác được đăng tải để quảng bá cho phim. Video này là sự hợp tác giữa hãng phim—bao gồm cả del Toro, và mạng lưới YouTube Polaris—còn được biết đến với tên The Game Station. Trong video, năm thành viên của mạng lưới YouTube này (ví dụ như Game Grumps) vào vai các phi công Jaeger và chiến đấu với Kaiju. Tới ngày 16 tháng 7, phiên bản tiểu thuyết hóa của Siêu đại chiến do Alex Irvine chấp bút được phát hành. Hiệp hội NECA cũng cho bày bán các mô hình của Kaiju và Jaeger.

### Trò chơi điện tử
Một video game chiến đấu một người chơi cho dòng Xbox 360 và PlayStation 3 dựa trên nội dung của Siêu đại chiến đã được Ủy ban Phân loại Úc công bố. Được phát triển và phát hành bởi Yuke's, Pacific Rim: The Video Game được ra mắt cùng thời điểm phim công chiếu vào ngày 12 tháng 7 năm 2013 và đã nhận được nhiều phản hồi tiêu cực từ người chơi cũng như giới chuyên môn. Hãng Reliance Games cũng tham gia phát triển một tựa game cho các định dạng smartphone mang tên Pacific Rim: The Mobile Game; phiên bản này cũng nhận về nhiều đánh giá tiêu cực.

### Phương tiện tại gia
Siêu đại chiến được phát hành trực tuyến trên iTunes Store và Vudu vào ngày 1 tháng 10 năm 2013. Phim được bày bán dưới định dạng DVD và Blu-ray tại Mỹ vào ngày 15 tháng 10 năm 2013 và tại Anh và các quốc gia khác vào ngày 25 tháng 11 năm 2013. Phiên bản Collector's Edition cũng được ra mắt cùng ngày. Nhằm quảng bá cho việc phát hành các phiên bản tại gia, Bryan Harley và Roque Rodriguez từ Fresno, California đã sản xuất ra một phiên bản "sweded", nhại lại các cảnh quay của cảnh đại chiến giữa Gipsy Danger và Otachi sau khi đạo diễn del Toro bị ấn tượng bởi đoạn trailer Siêu đại chiến phiên bản "sweded" được đăng tải trên kênh YouTube của bộ đôi này vào tháng 3 năm 2013. Tính tới hết tháng 11 năm 2014, 1.337.524 DVD cùng với 1.922.403 đĩa Blu-ray của Siêu đại chiến đã được tiêu thụ tại Mỹ, thu về lần lượt 20,6 triệu USD và 31,1 triệu USD tiền doanh thu, đem lại doanh thu tổng cộng 51,7 triệu USD cho nhà sản xuất. Siêu đại chiến được phát hành dưới định dạng 4K UHD Blu-Ray vào ngày 4 tháng 10 năm 2016.

## Tiếp nhận

### Doanh thu phòng vé
Siêu đại chiến thu về tổng cộng 101,8 triệu USD chỉ tính riêng tại thị trường Mỹ và Canada và 309,2 tại các quốc gia và vùng lãnh thổ khác, đưa tổng mức doanh thu toàn cầu lên tới 411.002.906 USD.
Phim thu về 3,6 triệu USD từ suất chiếu sớm vào đêm thứ năm, với 23% con số này đến từ các suất chiếu IMAX. Sau đó, Siêu đại chiến đối đầu trực tiếp với Những đứa trẻ to xác 2 và ngay lập tức rớt lại phía sau trong ngày đầu ra mắt, với doanh thu 14,6 triệu USD. Phim về vị trí thứ 3 vào dịp cuối tuần ra mắt với 37,2 triệu USD thu về, xếp sau Kẻ trộm mặt trăng 2 và Những đứa trẻ to xác 2. Đây là phim có doanh thu ra mắt cao nhất trong sự nghiệp của del Toro, vượt qua cả Hellboy 2: Binh đoàn địa ngục. Khoảng 50% lượng vé bán ra là cho các suất chiếu 3D, giúp Siêu đại chiến trở thành phim có tỉ lệ vé 3D cao thứ hai trong năm 2013, theo sau Cuộc chiến không trọng lực. Trong dịp cuối tuần thứ hai, doanh thu phim tụt dốc 57% với con số 16 triệu USD thu về, và trong dịp cuối tuần thứ ba, con số tiếp tục giảm thêm 52% nữa với 7,7 triệu USD thu về.
Ngày 22 tháng 7 năm 2013, Siêu đại chiến đạt cột mốc quán quân doanh thu phòng vé quốc tế dịp cuối tuần. Phim ra mắt thành công tại Trung Quốc với doanh thu 45,2 triệu USD, trước khi bị hạ bệ bởi Người Hobbit: Đại chiến năm cánh quân. Đây là phim điện ảnh có doanh thu ra mắt tại Trung Quốc cao nhất của hãng Warner Bros. và cũng là phim điện ảnh Hollywood có doanh thu ra mắt tại Trung Quốc cao thứ sáu từ trước tới nay. Ngày 19 tháng 8 năm 2013, Siêu đại chiến vượt mốc doanh thu 100 triệu USD tại Trung Quốc, trở thành phim điện ảnh Mỹ có doanh thu tại Trung Quốc cao thứ sáu từ trước tới nay. Cuối cùng, tác phẩm thu về 114,3 triệu USD tại Trung Quốc, giúp quốc gia này trở thành thị trường lớn nhất của phim. Tại Nhật Bản, phim xếp thứ năm về doanh thu phòng vé trong tuần lễ ra mắt, với doanh thu mở màn là 3 triệu USD (xếp sau Thế chiến Z với doanh thu ra mắt 3,4 triệu USD).
Tháng 9 năm 2013, tạp chí Forbes vinh danh Siêu đại chiến là "phim điện ảnh tiếng Anh hiếm gặp trong lịch sử cán mốc 400 triệu USD khi vừa mới cán mốc 100 triệu USD nội địa".

### Đánh giá chuyên môn
Siêu đại chiến nhận được nhiều phản hồi tích cực từ giới phê bình điện ảnh. Trên hệ thống tổng hợp kết quả đánh giá Rotten Tomatoes, phim nhận được 72% lượng đồng thuận dựa theo 294 bài đánh giá, với điểm trung bình là 6,6/10. Các chuyên gia của trang web nhất trí rằng, "Dù phô bày nhiều phong cách hơn nội dung, nhưng Siêu đại chiến là một chủ thể hiện đại và thuần nhất chứa đựng hình ảnh kỳ ảo và những tiếng cười không thể cưỡng lại." Trên trang Metacritic, phần phim đạt số điểm 65 trên 100, dựa trên 48 nhận xét, chủ yếu là những lời khen ngợi.
Robbie Collin từ The Daily Telegraph thưởng cho bộ phim năm sao tuyệt đối và cho rằng việc xem bộ phim này đã gợi anh nhớ về bộ phim hoạt hình yêu thích hồi còn nhỏ. Anh khen ngợi del Toro vì đã mang tầm ảnh hưởng của mình vào thể loại phim này và đưa bản ngã nghệ thuật của mình vào trong dự án, khiến khán giả cảm thấy họ như chìm đắm hoàn toàn trong tác phẩm, thay vì theo dõi phim từ xa. Todd McCarthy của The Hollywood Reporter đem đến cho bộ phim những phản hồi tích cực, gọi tác phẩm là sự tổng hợp của những tiềm năng mà mọi bộ phim quái vật từ trước tới nay đã cố gắng lấp đầy. Lou Lumenick của The New York Post cho bộ phim bốn sao tuyệt đối, viết rằng phim "không hề thiếu đi chất xám, sức lực, sự bắt mắt, tầm nhìn hay thậm chí là chất thơ", khen ngợi các phân cảnh hành động "dứt khoát và nhất quán" và "sự xúc tác khủng khiếp" giữa Hunnam và Kikuchi. Drew McWeeny của HitFix thì nhấn mạnh vào một vài khía cạnh khác của phim, đặc biệt chú ý tới công tác sản xuất và thiết kế nghệ thuật. Anh cũng khen ngợi công tác quay phim đã "bắt giữ hoàn hảo" từng khoảnh khắc trong phim, đồng thời khen ngợi phần nhạc nền "tuyệt vời một cách kỳ lạ". Peter Travers của Rolling Stone gọi bộ phim là một "tác phẩm của một nhà nhân đạo đã sẵn sàng xua đuổi sự hoài nghi để nhường chỗ cho lòng trắc ẩn", và đồng thời cũng nhấn mạnh việc del Toro đã "mang tới những cảnh hành động bằng nhịp đập con tim". Stephanie Zacharek của The Village Voice gọi phim là một "buổi chiêu đãi mùa hè đầy xung động", khen ngợi các cảnh hành động "chói lòa một cách khiêm tốn" và tự do khỏi những tinh hoa, nhưng đồng thời cũng phê bình cốt truyện dễ đoán và gợi ý del Toro nên dành nhiều thời gian cho thể loại phim kỳ ảo hơn. Angela Watercutter từ Wired gọi đây là "bộ phim tuyệt đỉnh nhất mùa hè" và cho rằng phim tập trung vào khung cảnh nhiều hơn là những tiểu tiết "vốn chẳng hề quan trọng" trong những bộ phim hè bom tấn. Richard Roeper cho phim điểm B, bình luận rằng dù là Jaeger hay Kaiju thì cũng "chẳng hạ gục nổi bất cứ Transformer nào." Leonard Maltin cho bộ phim hai sao rưỡi trên bốn sao, nhận xét "ba phần tư của một bộ phim khá tốt nhưng lại chưa biết điểm dừng."
Richard Corliss từ tạp chí Time thì ít hăng hái hơn khi cho rằng phần hành động của phim đã bị hạ thấp bởi phần chính kịch "trơ lì", đồng thời gọi bộ phim là "45 phút tuyệt vời được đùm trong 90 phút nửa vời." Justin Chang của Variety thì lại chỉ trích bộ phim khi thiếu đi sắc thái và sự tinh tế trong các phim điện ảnh trước đây của del Toro. Mike LaSalle của San Francisco Chronicle phản ứng vô cùng tiêu cực khi khi bình luận "Nếu đây là thứ tốt nhất mà ta có thể làm đối với các bộ phim—nếu nghĩ rằng những thứ như thế này có thể chạm được đến tâm hồn của khán giả—thì có lẽ chúng ta nên mang đống đạo cụ và mấy cái máy quay phim cho bọn khủng long ngoài hành tinh và xem xem chúng có thể làm những gì… Đạo diễn Guillermo del Toro, người đã đem tới cho chúng ta Pan's Labyrinth chỉ một vài năm trước đó, từng được biết đến như một nhà làm phim sáng suốt và có thẩm mỹ, [...]. Nhưng anh ta chắc cũng thường xuyên đánh mất máy tính của mình… Tại sao lại phải tới rạp để nhìn ngắm máy tính của người khác sau khi đã nhìn ngắm máy tính của mình suốt cả tuần?… Dàn diễn viên cũng không thể nào giúp Siêu đại chiến tốt lên được. Họ chỉ có thể làm dịu bớt nỗi đau mà thôi." Cây viết Ed Gonzalez từ Slant Magazine, người cho rằng bộ phim đang thiếu đi tính thấm thía, đã làm một phép so sánh với một trò chơi điện tử: "một cuộc chơi kiểu cách nhưng đầy tính lập trình trước trận đánh trùm cuối vốn dĩ phải tới". Alonso Duralde của The Wrap thì khiển trách việc đặt hầu hết các trận chiến trong phim vào bối cảnh ban đêm hoặc dưới mưa, cảm giác điều này khiến cho các cảnh hành động bị giảm giá trị, và cho rằng các diễn viên phụ—Day, Gorman, và Perlman—đã cướp lấy màn ảnh từ dàn diễn viên chính thiếu sức hút. Jordan Hoffman bình luận trên MTV rằng Hunnam là sợi liên kết yếu nhất của dàn diễn viên, và gọi anh là "một hố đen đầy lực hút". Giles Hardie của The Sydney Morning Herald phê bình bộ phim vô cùng tỉ mỉ, tặng cho các phân cảnh hành động "điểm IQ năm trên năm" khi miêu tả bộ phim là một tiếng hai mươi phút chiến đấu được kết nối trớt qướt bởi mười phút cốt truyện.
Đạo diễn Rian Johnson dành tặng cho phim nhiều lời khen ngợi. Đạo diễn trò chơi Kojima Hideo cũng tương tự khi anh gọi bộ phim là "phim điện ảnh otaku tuyệt đỉnh" kèm lời nhận xét "chưa từng tưởng tượng rằng có ngày sẽ may mắn được xem một bộ phim như vậy trong đời". Nagai Go, người tiên phong cho ý tưởng phi công điều khiển người máy từ buồng lái ở bên trong, đã ngợi khen các cảnh hành động vui nhộn và mãnh liệt, trong khi đó nhà phát triển trò chơi Ueda Fumito cho rằng các cảnh chiến đấu đã vượt trội hơn những phim điện ảnh tokusatsu mà anh từng xem hồi còn nhỏ. Nhà văn khoa học viễn tưởng William Gibson gọi bộ phim là "Một màn phơi bày mê hồn của sự thông minh, thiết kế hình ảnh dí dỏm đáng khâm phục, mọi khung hình đều sống động với ngôn ngữ nhất quán [...] Một bức baroque không bao giờ vón cục, mà cũng chẳng bao giờ tôn sùng hóa chính nó." Việc chỉ có một nhân vật nữ chính trong Siêu đại chiến đã khiến bộ phim không lọt qua bài kiểm tra Bechdel. Điều này dấy lên dư luận khi nhiều người gọi phim là một ví dụ điển hình cho việc tẩy chay phụ nữ ở Hollywood, trong khi đó nhiều người khác lại cho rằng bộ phim không hề coi Mako Mori là một đối tượng tình dục mà thay vào đó đã cho cô một cốt truyện riêng không dính dáng gì tới đàn ông.

### Giải thưởng và đề cử
| Giải thưởng                                | Hạng mục                                                                     | Đề cử                                                                                 | Kết quả   |
| ------------------------------------------ | ---------------------------------------------------------------------------- | ------------------------------------------------------------------------------------- | --------- |
| Giải ABFF Hollywood                        | Nghệ sĩ của năm                                                              | Idris Elba (cũng cho Mandela: Long Walk to Freedom và Thor 2: Thế giới Bóng tối)      | Đề cử     |
| Giải Annie                                 | Thành tựu nổi bật, kỹ xảo hoạt hình trong sản xuất phim người đóng           |                                                                                       | Đoạt giải |
| Giải Annie                                 | Thành tựu nổi bật, hoạt họa nhân vật trong sản xuất phim người đóng          |                                                                                       | Đề cử     |
| Giải thưởng Điện ảnh Viện Hàn lâm Anh quốc | Kỹ xảo hình ảnh đặc biệt xuất sắc nhất                                       |                                                                                       | Đề cử     |
| Giải Điện ảnh Critics' Choice              | Kỹ xảo hình ảnh xuất sắc nhất                                                |                                                                                       | Đề cử     |
| Hiệp hội Phê bình Điện ảnh Denver          | Phim khoa học viễn tưởng/kinh dị xuất sắc nhất                               |                                                                                       | Đề cử     |
| Giải Empire                                | Phim khoa học viễn tưởng/kỳ ảo xuất sắc nhất                                 |                                                                                       | Đề cử     |
| Giải Điện ảnh Hollywood                    | Kỹ xảo hình ảnh xuất sắc nhất                                                | John Knoll                                                                            | Đoạt giải |
| Hiệp hội Phê bình Điện ảnh Las Vegas       | Phim kinh dị/khoa học viễn tưởng xuất sắc nhất                               |                                                                                       | Đoạt giải |
| Giải Sao Thổ                               | Phim khoa học viễn tưởng hay nhất                                            |                                                                                       | Đề cử     |
| Giải Sao Thổ                               | Đạo diễn xuất sắc nhất                                                       | Guillermo del Toro                                                                    | Đề cử     |
| Giải Sao Thổ                               | Thiết kế sản xuất xuất sắc nhất                                              | Andrew Neskoromny và Carol Spier                                                      | Đề cử     |
| Giải Sao Thổ                               | Dựng phim xuất sắc nhất                                                      | Peter Amundson và John Gilroy                                                         | Đề cử     |
| Giải Sao Thổ                               | Hiệu ứng đặc biệt tốt nhất                                                   | John Knoll, James E. Price, Clay Pinney và Rocco Larizza                              | Đề cử     |
| Giải SLFCA                                 | Kỹ xảo hình ảnh đặc biệt xuất sắc nhất                                       | John Knoll                                                                            | Đề cử     |
| Teen Choice Awards                         | Phim hành động mùa hè                                                        |                                                                                       | Đề cử     |
| Hiệp hội Kỹ xảo Điện ảnh                   | Kỹ xảo hình ảnh nổi bật trong phim điện ảnh có sử dụng nhiều kỹ xảo hình ảnh | John Knoll, Susan Greenhow, Chris Raimo và Hal Hickel                                 | Đề cử     |
| Hiệp hội Kỹ xảo Điện ảnh                   | Nhân vật hoạt hình nổi bật trong phim điện ảnh người đóng                    | Jakub Pistecky, Frank Gravatt, Cyrus Jam và Chris Havreberg cho Kaiju                 | Đề cử     |
| Hiệp hội Kỹ xảo Điện ảnh                   | Môi trường sáng tạo nổi bật trong phim điện ảnh người đóng                   | Johan Thorngren, Jeremy Bloch, David Meny và Polly Ing cho "Hồng Kông giả tưởng"      | Đề cử     |
| Hiệp hội Kỹ xảo Điện ảnh                   | Hình ảnh quay phim nổi bật trong phim điện ảnh người đóng                    | Colin Benoit, Nick Walker, Adam Schnitzer và Victor Schutz cho "Thủy chiến Hồng Kông" | Đề cử     |
| Hiệp hội Kỹ xảo Điện ảnh                   | Kiểu mẫu nổi bật trong phim điện ảnh người đóng                              | David Fogler, Alex Jaeger, Aaron Wilson và David Behrens                              | Đề cử     |

## Ảnh hưởng
Được đặt tên theo nhân vật nữ chính của phim, bài kiểm tra Mako Mori là một tổ hợp các yêu cầu được thiết kế để đo lường mức độ cân bằng giới tính trong một tác phẩm điện ảnh hoặc chương trình truyền hình. Dựa trên nguyên bản là bài kiểm tra Bechdel, bài kiểm tra Mako Mori được phát triển dựa trên quan sát: Dù Siêu đại chiến diễn tả rất tốt hình ảnh người phụ nữ, nhưng tác phẩm vẫn trượt bài kiểm tra Bechdel. Các tiêu chuẩn của bài kiểm tra Mako Mori bao gồm: có ít nhất một nhân vật nữ; và nhân vật nữ có cốt truyện được phát triển riêng và độc lập với cốt truyện của nhân vật nam.

## Phim tiếp nối

### Phim tiếp nối
Phần phim tiếp nối mang tên Pacific Rim: Trỗi dậy, do Steven S. DeKnight và del Toro sản xuất, với Kikuchi, Day và Gorman quay trở lại với các vai diễn trong phần phim đầu. Phim công chiếu vào ngày 23 tháng 3 năm 2018, với Universal Pictures là bên giữ bản quyền phân phối của tác phẩm.

### Loạt anime
Ngày 8 tháng 11 năm 2018, Netflix xác nhận về kế hoạch thực hiện một loạt anime bản gốc với cốt truyện mở rộng từ nội dung của hai phim điện ảnh người đóng đã công chiếu. Ngày 27 tháng 10 năm 2020, anime được chính thức xác nhận với tựa đề Pacific Rim: Vùng tối, với nội dung theo chân hai anh em ruột trở thành phi công cho một Jaeger bỏ hoang để tìm kiếm cha mẹ mình. Anime do Polygon Pictures thực hiện phần hoạt họa, dẫn truyện bởi nhà văn Craig Kyle và Greg Johnson. Mùa đầu tiên của loạt phim ra mắt vào ngày 4 tháng 3 năm 2021.